# Bayerischer Toto-Pokal 2024/25
Der Bayerische Toto-Pokal 2024/25 des Bayerischen Fußball-Verbandes war die 16. Saison seit der Pokalreform 2009/10. Der Sieger des Endspiels qualifizierte sich für die 1. Hauptrunde des DFB-Pokals 2025/26. Titelverteidiger war der FC Ingolstadt 04, der im Halbfinale ausschied.

## Teilnehmende Mannschaften
Insgesamt nahmen 64 Mannschaften an der 1. Hauptrunde des Pokals teil. Die acht zweiten Mannschaften von höherklassigen Vereinen aus der Regional- und Bayernliga waren nicht teilnahmeberechtigt.
- 22 Kreismeister 2023/24:
  - Oberbayern: TSV Altenstadt, FC Gerolfing, FSV Harthof München, TuS Traunreut
  - Niederbayern: FC Dingolfing, SV Hutthurm
  - Schwaben: SV Cosmos Aystetten, FC Thalhofen, TSV Ziemetshausen
  - Oberpfalz: SV Hahnbach, FC Kosova Regensburg, SV Schwarzhofen
  - Oberfranken: TSV 1860 Staffelstein, SSV Kasendorf, SG Regnitzlosau
  - Mittelfranken: 1. FC Kalchreuth, SpVgg Sittenbachtal, FC Wendelstein
  - Unterfranken: DJK Hain, TSV Lohr, TSV Münnerstadt, SV-DJK Oberschwarzach

- 3 Drittligisten 2023/24: FC Ingolstadt 04, TSV 1860 München, SpVgg Unterhaching

- 14 Qualifikanten aus der Verbandsebene:
  - 14 Regionalligisten 2023/24: SpVgg Ansbach 09, Viktoria Aschaffenburg, TSV Aubstadt, FC Eintracht Bamberg, SpVgg Bayreuth, TSV Buchbach, Wacker Burghausen, FV Illertissen, FC Memmingen, Türkgücü München, SV Schalding-Heining, 1. FC Schweinfurt 05, DJK Vilzing, Würzburger Kickers
- 25 Sieger der Qualifikationsrunden:
  - 12 Bayernligisten 2023/24: FC Coburg (Freilos), FC Deisenhofen, VfB Eichstätt (Freilos), SC Eltersdorf, SV Erlbach, SpVgg Hankofen-Hailing, SV Heimstetten, TSV 1874 Kottern, TSV Neudrossenfeld, TSV 1861 Nördlingen, SV Fortuna Regensburg, 1. FC Sonthofen
  - 13 Landesligisten 2023/24: TSV Aindling, DJK Don Bosco Bamberg, TuS 1890 Frammersbach (Freilos), TSV Grünwald, SV Alemannia Haibach (Freilos), TSV Karlburg (Freilos), TSV Kastl (Freilos), FC Eintracht Münchberg (Freilos), TSV Nürnberg-Buch (Freilos), SpVgg Osterhofen (Freilos), SV Schwandorf-Ettmannsdorf, FSV Stadeln, TSV 1880 Wasserburg (Freilos)

## 1. Hauptrunde
Die Partien wurden am 6. und 7. August 2024 ausgetragen.
| Datum                     |                                 | Ergebnis        |                             |
| ------------------------- | ------------------------------- | --------------- | --------------------------- |
| 6. August 2024, 18:30 Uhr | TSV Ziemetshausen (VII)         | 0:2             | FC Memmingen (V)            |
| 6. August 2024, 18:30 Uhr | SSV Kasendorf (IX)              | 0:18            | TSV 1860 München (III)      |
| 6. August 2024, 18:30 Uhr | SG Regnitzlosau (VII)           | 0:9             | SpVgg Bayreuth (IV)         |
| 6. August 2024, 18:30 Uhr | TSV Münnerstadt (VII)           | 0:5             | SpVgg Unterhaching (III)    |
| 6. August 2024, 18:30 Uhr | SpVgg Sittenbachtal (VIII)      | 1:9             | Würzburger Kickers (IV)     |
| 6. August 2024, 18:30 Uhr | SV-DJK Oberschwarzach (VII)     | 1:3             | 1. FC Schweinfurt 05 (IV)   |
| 6. August 2024, 18:30 Uhr | 1. FC Kalchreuth (VII)          | 1:1 (6:7 i. E.) | TSV Nürnberg-Buch (VI)      |
| 6. August 2024, 18:30 Uhr | FC Kosova Regensburg (VI)       | 0:7             | DJK Vilzing (IV)            |
| 6. August 2024, 18:30 Uhr | TuS Traunreut (IX)              | 1:8             | Wacker Burghausen (IV)      |
| 6. August 2024, 18:30 Uhr | TSV 1860 Staffelstein (VII)     | 2:2 (4:6 i. E.) | FC Eintracht Bamberg (IV)   |
| 6. August 2024, 18:30 Uhr | SV Cosmos Aystetten (VI)        | 0:4             | FV Illertissen (IV)         |
| 6. August 2024, 18:30 Uhr | TSV Altenstadt (VIII)           | 2:6             | TSV Buchbach (IV)           |
| 6. August 2024, 18:30 Uhr | DJK Hain (VI)                   | 1:0             | SV Alemannia Haibach (VI)   |
| 6. August 2024, 18:30 Uhr | SV Hutthurm (VII)               | 1:0             | SpVgg Osterhofen (VII)      |
| 6. August 2024, 18:30 Uhr | SV Schwarzhofen (VII)           | 0:8             | Türkgücü München (IV)       |
| 6. August 2024, 18:30 Uhr | FC Gerolfing (VII)              | 0:11            | TSV Grünwald (V)            |
| 6. August 2024, 18:30 Uhr | SV Hahnbach (VII)               | 1:8             | SpVgg Ansbach 09 (IV)       |
| 6. August 2024, 18:30 Uhr | FSV Harthof München (VIII)      | 0:0 (5:6 i. E.) | SV Schalding-Heining (V)    |
| 6. August 2024, 18:30 Uhr | FC Thalhofen (VII)              | 2:0             | TSV 1874 Kottern (V)        |
| 6. August 2024, 18:30 Uhr | TuS Frammersbach (VI)           | 0:1             | Viktoria Aschaffenburg (IV) |
| 6. August 2024, 18:30 Uhr | TSV Karlburg (V)                | 0:1             | TSV Aubstadt (IV)           |
| 6. August 2024, 18:30 Uhr | SV Schwandorf-Ettmannsdorf (VI) | 1:2             | FC Eintracht Münchberg (V)  |
| 6. August 2024, 18:30 Uhr | SC Eltersdorf (V)               | 3:0             | TSV Neudrossenfeld (V)      |
| 6. August 2024, 18:30 Uhr | DJK Don Bosco Bamberg (VI)      | 3:1             | FC Coburg (VI)              |
| 6. August 2024, 18:30 Uhr | 1. FC Sonthofen (V)             | 1:3             | TSV 1861 Nördlingen (V)     |
| 6. August 2024, 18:30 Uhr | TSV Aindling (VI)               | 1:1 (5:3 i. E.) | VfB Eichstätt (V)           |
| 6. August 2024, 18:30 Uhr | FC Deisenhofen (V)              | 4:2             | SV Heimstetten (V)          |
| 6. August 2024, 18:30 Uhr | TSV 1880 Wasserburg (VI)        | 2:1             | SV Erlbach (V)              |
| 6. August 2024, 18:30 Uhr | TSV Kastl (VI)                  | 2:3             | SV Fortuna Regensburg (V)   |
| 7. August 2024, 18:30 Uhr | TSV Lohr (VII)                  | 0:11            | FC Ingolstadt 04 (III)      |
| 7. August 2024, 18:30 Uhr | FC Wendelstein (VII)            | 0:2             | FSV Stadeln (VI)            |
| 7. August 2024, 18:30 Uhr | FC Dingolfing (VI)              | 1:2             | SpVgg Hankofen-Hailing (IV) |

## 2. Hauptrunde
Die Partien wurden am 8. August 2024 ausgelost und am 15. und 20. August 2024 ausgespielt.
| Datum                      |                            | Ergebnis        |                             |
| -------------------------- | -------------------------- | --------------- | --------------------------- |
| 15. August 2024, 17:00 Uhr | FC Thalhofen (VII)         | 0:10            | TSV 1860 München (III)      |
| 15. August 2024, 17:00 Uhr | SV Hutthurm (VII)          | 1:9             | SpVgg Unterhaching (III)    |
| 20. August 2024, 17:45 Uhr | SV Fortuna Regensburg (V)  | 5:2             | SpVgg Bayreuth (IV)         |
| 20. August 2024, 17:45 Uhr | FSV Stadeln (VI)           | 0:1             | SpVgg Ansbach 09 (IV)       |
| 20. August 2024, 17:45 Uhr | FC Deisenhofen (V)         | 1:1 (7:6 i. E.) | Wacker Burghausen (IV)      |
| 20. August 2024, 17:45 Uhr | SV Schalding-Heining (V)   | 2:3             | TSV Buchbach (IV)           |
| 20. August 2024, 17:45 Uhr | TSV 1861 Nördlingen (V)    | 1:1 (6:7 i. E.) | Türkgücü München (IV)       |
| 20. August 2024, 17:45 Uhr | TSV Grünwald (V)           | 0:4             | FV Illertissen (IV)         |
| 20. August 2024, 18:30 Uhr | DJK Hain (VI)              | 0:4             | FC Ingolstadt 04 (III)      |
| 20. August 2024, 18:30 Uhr | Würzburger Kickers (IV)    | 1:1 (6:5 i. E.) | Viktoria Aschaffenburg (IV) |
| 20. August 2024, 18:30 Uhr | TSV Nürnberg-Buch (VI)     | 0:7             | DJK Vilzing (IV)            |
| 20. August 2024, 19:00 Uhr | DJK Don Bosco Bamberg (VI) | 1:2             | FC Eintracht Bamberg (IV)   |
| 20. August 2024, 19:00 Uhr | 1. FC Schweinfurt 05 (IV)  | 2:1             | TSV Aubstadt (IV)           |
| 20. August 2024, 19:00 Uhr | SC Eltersdorf (V)          | 5:0             | FC Eintracht Münchberg (V)  |
| 20. August 2024, 19:00 Uhr | TSV 1880 Wasserburg (VI)   | 0:2             | SpVgg Hankofen-Hailing (IV) |
| 20. August 2024, 19:00 Uhr | TSV Aindling (VI)          | 0:3             | FC Memmingen (V)            |

## Achtelfinale
Die Partien wurden am 22. August 2024 ausgelost und am 3. und 4. September 2024 ausgespielt.
| Datum                        |                             | Ergebnis |                           |
| ---------------------------- | --------------------------- | -------- | ------------------------- |
| 3. September 2024, 17:30 Uhr | SV Fortuna Regensburg (V)   | 0:3      | FC Eintracht Bamberg (IV) |
| 3. September 2024, 17:30 Uhr | SpVgg Ansbach 09 (IV)       | 0:1      | 1. FC Schweinfurt 05 (IV) |
| 3. September 2024, 17:30 Uhr | SpVgg Hankofen-Hailing (IV) | 1:2      | Türkgücü München (IV)     |
| 3. September 2024, 18:30 Uhr | Würzburger Kickers (IV)     | 1:3      | FC Ingolstadt 04 (III)    |
| 3. September 2024, 19:00 Uhr | SC Eltersdorf (V)           | 0:3      | DJK Vilzing (IV)          |
| 3. September 2024, 19:00 Uhr | FC Memmingen (V)            | 1:2      | TSV 1860 München (III)    |
| 3. September 2024, 19:00 Uhr | FV Illertissen (IV)         | 3:0      | TSV Buchbach (IV)         |
| 4. September 2024, 17:30 Uhr | FC Deisenhofen (V)          | 0:3      | SpVgg Unterhaching (III)  |

## Viertelfinale
Die Partien wurden am 9. September 2024 ausgelost und zwischen dem 6. Oktober und dem 16. November 2024 ausgespielt.
| Datum                        |                           | Ergebnis |                           |
| ---------------------------- | ------------------------- | -------- | ------------------------- |
| 6. Oktober 2024, 15:00 Uhr   | FC Eintracht Bamberg (IV) | 3:1      | 1. FC Schweinfurt 05 (IV) |
| 9. Oktober 2024, 18:30 Uhr   | Türkgücü München (IV)     | 0:3      | FC Ingolstadt 04 (III)    |
| 12. November 2024, 19:00 Uhr | FV Illertissen (IV)       | 4:1      | DJK Vilzing (IV)          |
| 16. November 2024, 14:00 Uhr | TSV 1860 München (III)    | 1:3      | SpVgg Unterhaching (III)  |

## Halbfinale
Die Partien wurden am 3. Dezember 2024 ausgelost und am 22. März 2025 ausgespielt.
| Datum                   |                           | Ergebnis |                          |
| ----------------------- | ------------------------- | -------- | ------------------------ |
| 22.03.2025 um 14:00 Uhr | FV Illertissen (IV)       | 1:0      | FC Ingolstadt 04 (III)   |
| 22.03.2025 um 14:00 Uhr | FC Eintracht Bamberg (IV) | 1:3      | SpVgg Unterhaching (III) |

## Finale
| FV Illertissen                                           | FV Illertissen | SpVgg Unterhaching | SpVgg Unterhaching |
| -------------------------------------------------------- | --- | --- | ------------------ |
| FV Illertissen                                           | \| 24. Mai 2025 um 17:30 Uhr in Illertissen (Vöhlinstadion) \| \| Ergebnis: 1:0 (1:0) \| \| Zuschauer: 2.167 \| \| Schiedsrichter: Manuel Steigerwald \| \| Spielbericht \| | \| 24. Mai 2025 um 17:30 Uhr in Illertissen (Vöhlinstadion) \| \| Ergebnis: 1:0 (1:0) \| \| Zuschauer: 2.167 \| \| Schiedsrichter: Manuel Steigerwald \| \| Spielbericht \| | SpVgg Unterhaching |
| FV Illertissen                                           | Markus Ponath – Alexander Kopf, Max Zeller , Maximilian Neuberger – Marin Pudić, David Udogu, Denis Milić ( 85. Eliot Muteba), Miloš Cocić ( 79. Luis Pfaumann), Liam Omore ( 83. Franz Helmer) – Tobias Rühle ( 63. Niklas Jeck), Yannick Glessing ( 90+6. Patrick Ekinci) Cheftrainer: Holger Bachthaler | Kai Eisele – Robin Littig ( 46. Luc Ihorst), Tim Knipping, Tim Hoops ( 46. Nils Ortel), Markus Schwabl – Johannes Geis, Manuel Stiefler, Sebastian Maier ( 75. Dennis Waidner) – Leander Popp ( 80. Fabio Torsiello), Lenn Jastremski, Simon Skarlatidis Cheftrainer: Sven Bender | SpVgg Unterhaching |
| FV Illertissen                                           | 1:0 Neuberger (26.) | | SpVgg Unterhaching |
| 24. Mai 2025 um 17:30 Uhr in Illertissen (Vöhlinstadion) | | |                    |
| Ergebnis: 1:0 (1:0)                                      | | |                    |
| Zuschauer: 2.167                                         | | |                    |
| Schiedsrichter: Manuel Steigerwald                       | | |                    |
| Spielbericht                                             | | |                    |